# Engyprosopon
Engyprosopon är ett släkte av fiskar. Engyprosopon ingår i familjen tungevarsfiskar.

## Dottertaxa tillEngyprosopon, i alfabetisk ordning[1]
- Engyprosopon annulatus
- Engyprosopon arenicola
- Engyprosopon bellonaensis
- Engyprosopon bleekeri
- Engyprosopon filimanus
- Engyprosopon filipennis
- Engyprosopon grandisquama
- Engyprosopon hawaiiensis
- Engyprosopon hensleyi
- Engyprosopon hureaui
- Engyprosopon kushimotoensis
- Engyprosopon latifrons
- Engyprosopon longipelvis
- Engyprosopon longipterum
- Engyprosopon macrolepis
- Engyprosopon maldivensis
- Engyprosopon marquisensis
- Engyprosopon mogkii
- Engyprosopon mozambiquensis
- Engyprosopon multisquama
- Engyprosopon natalensis
- Engyprosopon obliquioculatum
- Engyprosopon osculus
- Engyprosopon raoulensis
- Engyprosopon regani
- Engyprosopon rostratum
- Engyprosopon sechellensis
- Engyprosopon septempes
- Engyprosopon vanuatuensis
- Engyprosopon xenandrus
- Engyprosopon xystrias